# Laccaire améthyste
Laccaria amethystina
Espèce

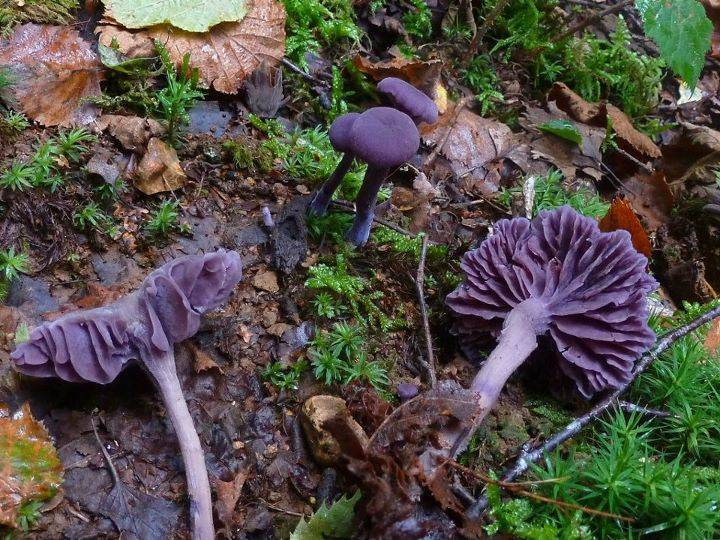
Laccaria amethystina, sporophores grégaires.

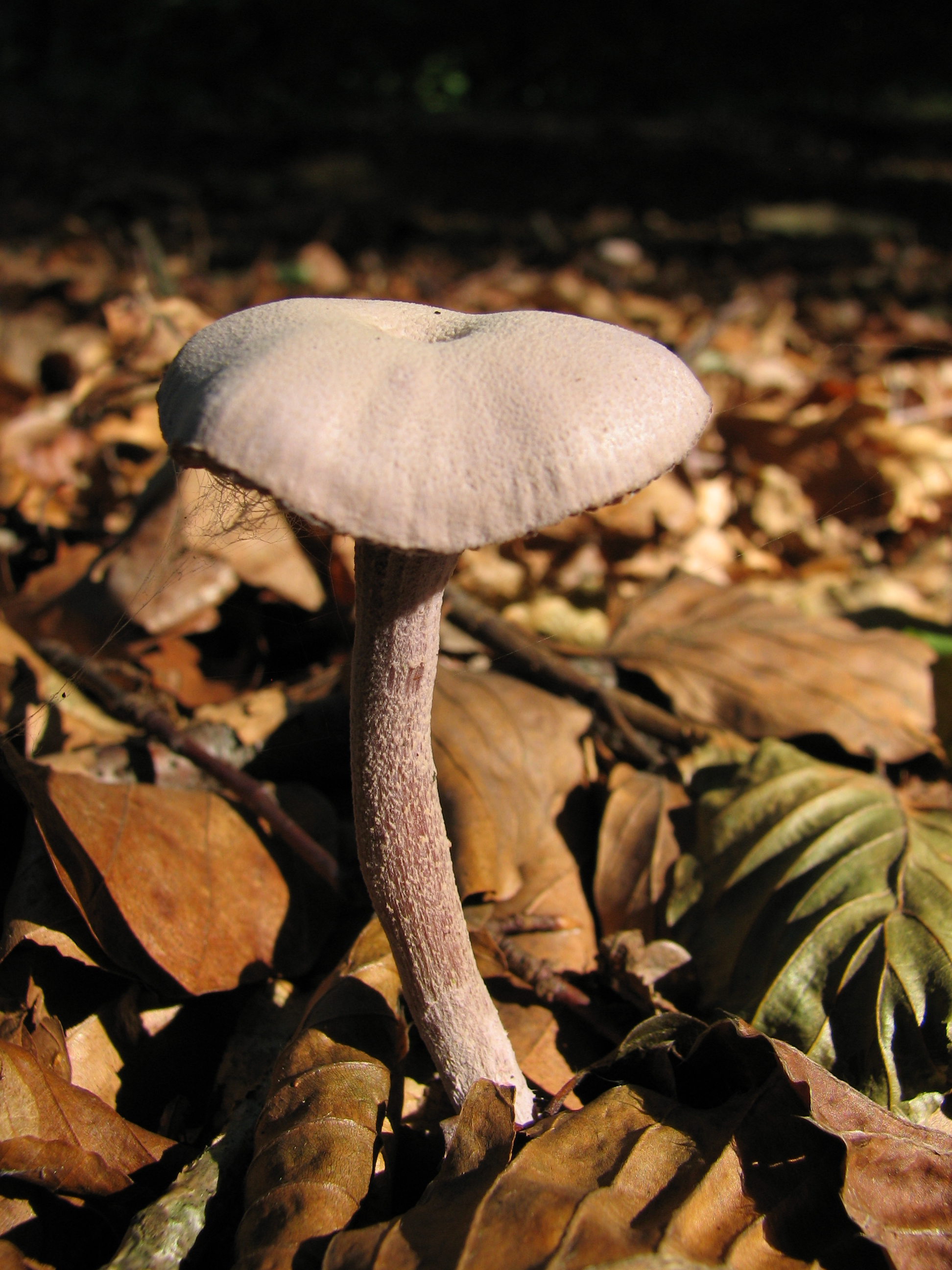
Laccaria amethystina, sporophore en temps sec.

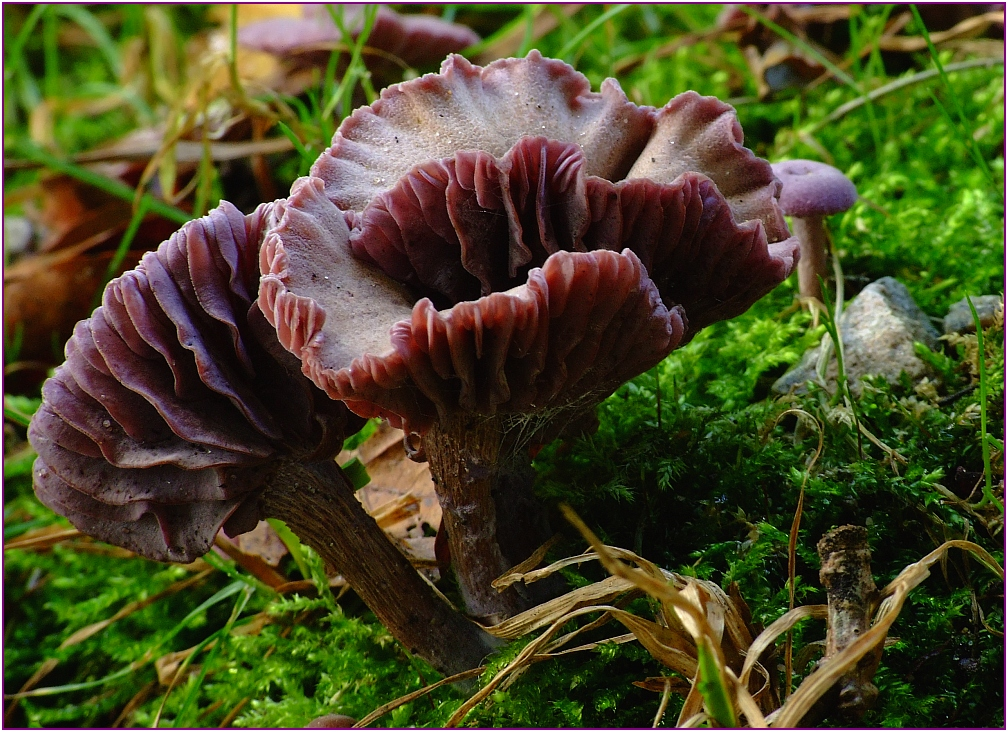
Laccaria amethystina, sporophore âgé en temps humide.

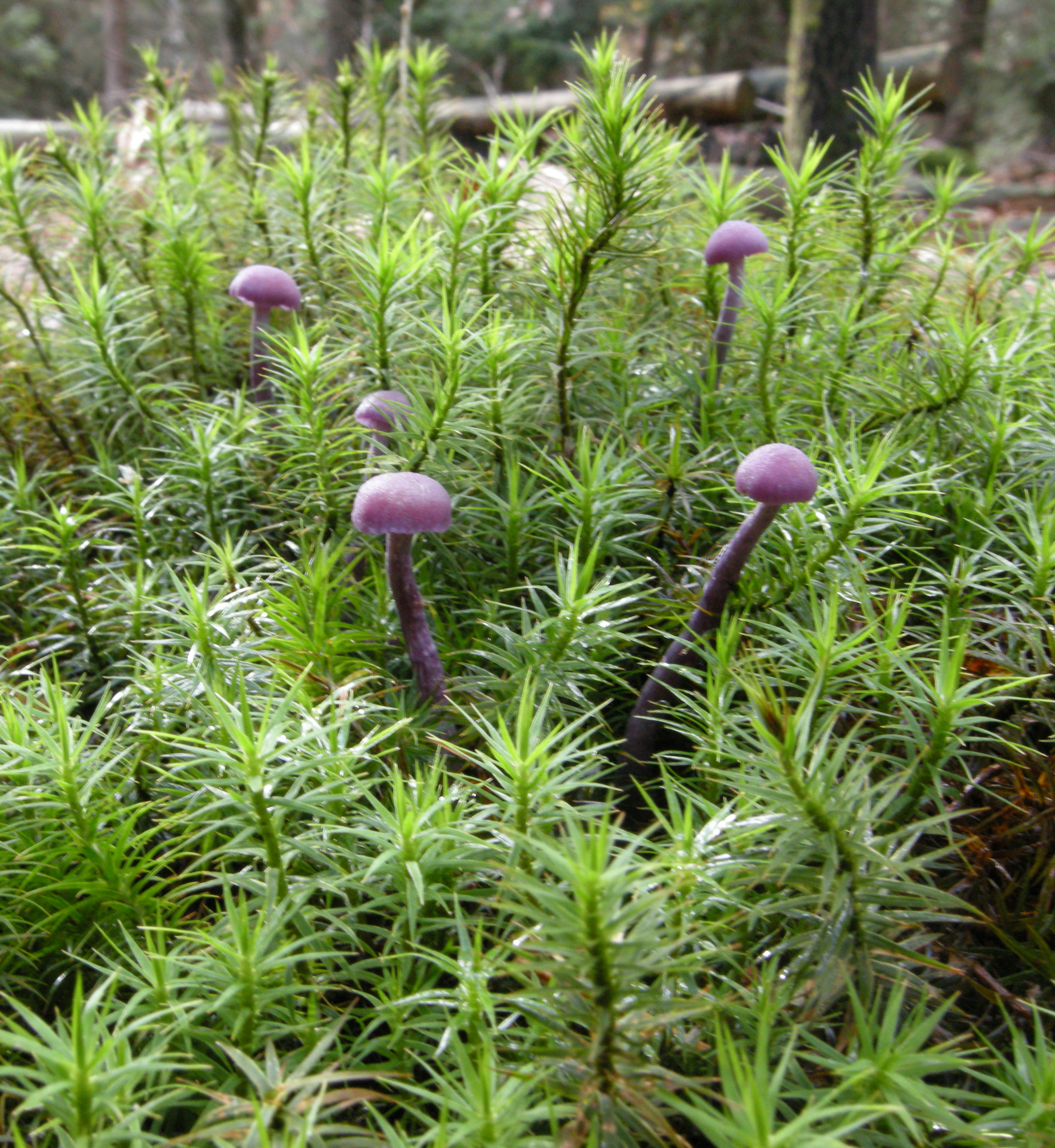
Laccaria amethystina, jeunes sporophores.

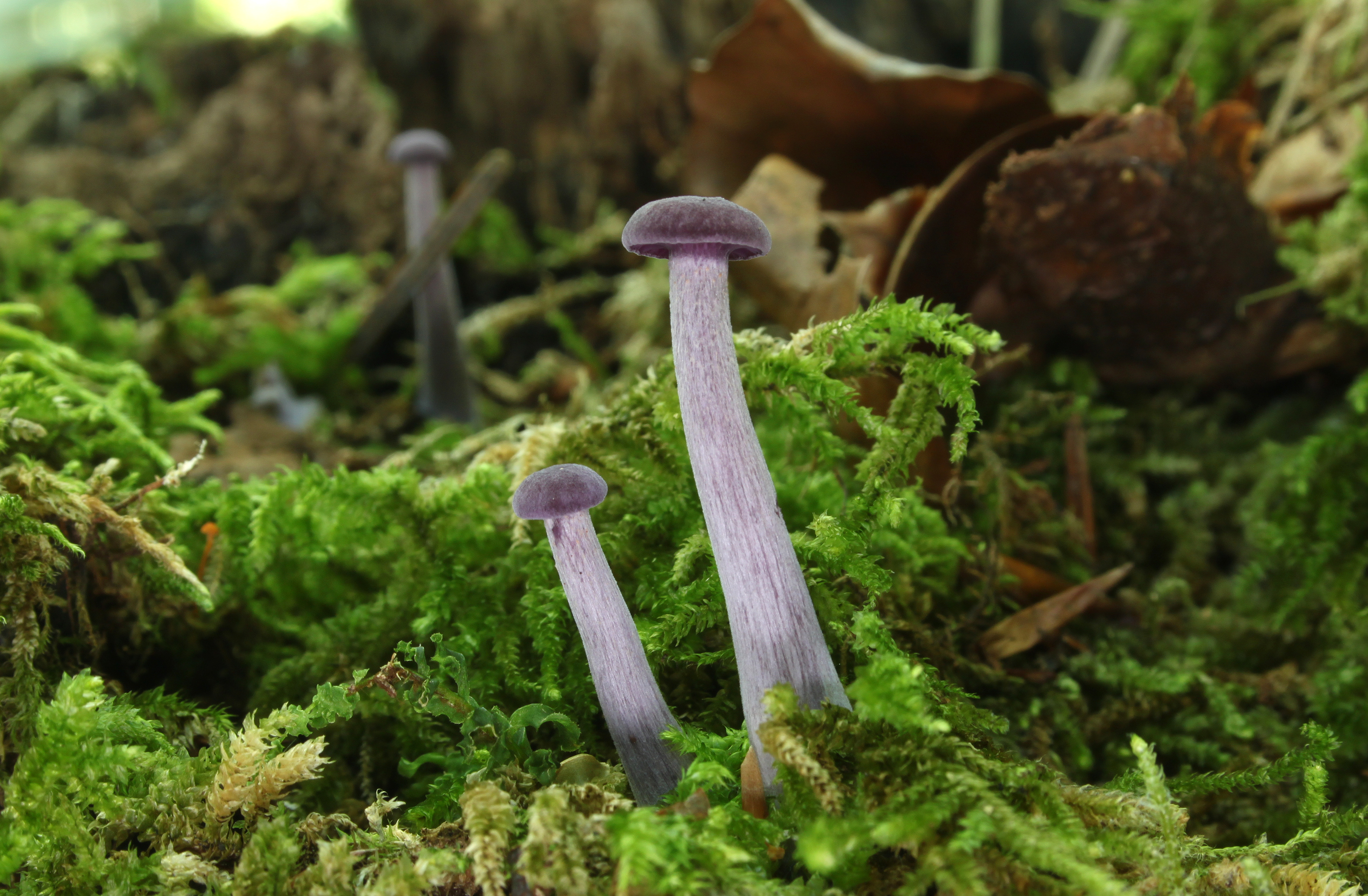
Sporophores de laccaire améthyste.

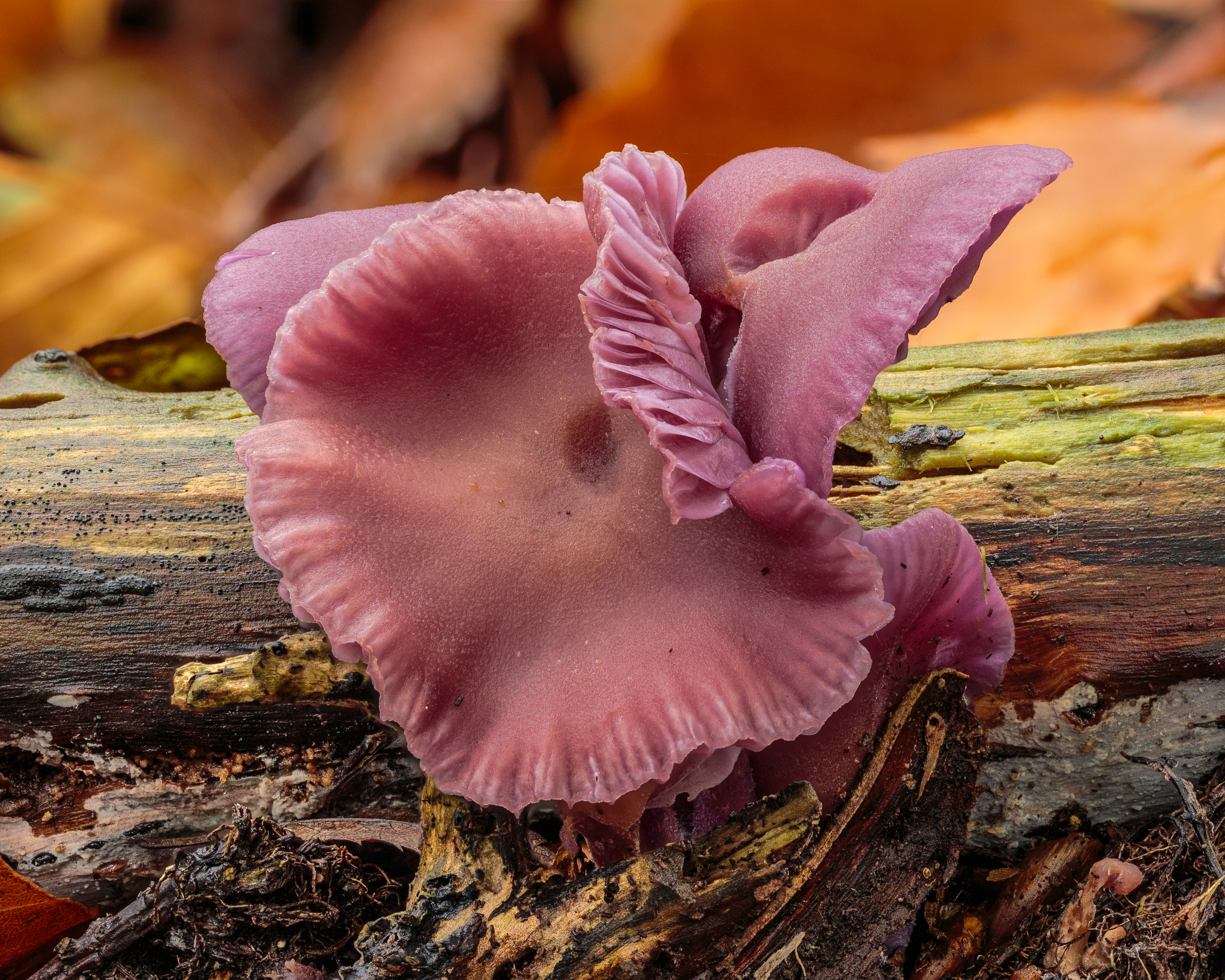
Laccaire améthyste dans la zone naturelle du De Famberhorst, Hollande. Novembre 2021.

Laccaria amethystina, le laccaire améthyste, est une espèce de champignons basidiomycètes saprophytes de la famille des hydnangiacées.

## Nom binomial
Laccaria amethystina Cooke 1884
Synonymes
- Agaricus amethysteus
- Agaricus amethystinus (Huds. 1778[3])
- Agaricus amethystinus var. amethystinus Huds. 1778
- Agaricus lividopurpureus With. 1792
- Collybia amethystina (Huds.) Quél. 1888
- Laccaria amethystea
- Laccaria hudsonii Pázmány 1994
- Laccaria laccata var. amethystea
- Laccaria laccata var. amethystina (Huds.) Rea 1922
- Omphalia amethystea
- Russuliopsis laccata var. amethystina (Huds.)

## Description du sporophore
L'hyménophore (chapeau), large de 2 à 8 cm est convexe jeune, puis devient ombiliqué et étalé. De couleur violet sombre, mat, plus ou moins proche de l'améthyste qui lui a donné son nom. Hygrophane, il devient plus terne et blanchâtre au dessèchement.
Sa marge est mince, arrondie puis droite, striée et fendillée en temps sec.
Ses lames sont espacées, inégales, de la couleur du chapeau, puis pruineuses par la sporée, blanche.
Le stipe (pied) est haut de 4 à 10 cm, fin, tortueux et de la couleur du chapeau, duveteux vers le bas. Il est fibreux.
Sa chair est mince, lilas plus clair, et présente des odeurs et saveurs douces.

## Habitat
Il pousse de la fin de l'été au début de l'hiver dans les emplacements humides des bois de conifères ou de feuillus. Il est parfois aussi fréquent que l'espèce type du genre, Laccaria laccata. Il est courant dans l'hémisphère nord.

## Comestibilité
C'est un comestible honorable, aussi bon - certains disent meilleur - que le type. Il vient en abondance et ne pose (contrairement à laccata) aucun vrai problème d'identification. Le stipe fibreux et coriace n'est pas consommé.
L'espèce a une forte capacité de concentration du césium 137.

## Espèces proches et confusions possibles
Les espèces proches sont les autres laccaires : Laccaria laccata, Laccaria proxima etc. qui sont bruns ou orangés. Il existe également d'autres variétés de laccaires violets telles que Laccaria pumila ou Laccaria trussillata mais tous sont comestibles.
Des débutants peuvent également le confondre avec de petits cortinaires (parfois dangereux mais jamais aussi violets), voire avec Mycena pura ou Mycena rosea qui sont beaucoup plus clairs, ont des lames plus serrées et ne présentent pas la même monochromie que l'améthyste, de plus ces mycènes ont une nette odeur de radis, ce qui évite les confusions désagréables.

## Caractère hygrophane
Le laccaire améthyste est un champignon extrêmement Hygrophane, il pourra être cueilli presque blanc par temps sec et redevenir violet foncé si on le trempe dans l'eau.

## Sources
- André Marchand, Champignons du Nord et du Midi, tome II & IX, Hachette,  (ISBN 84-399-5721-1)
- Jean-Louis Lamaison et Jean-Marie Polese, Grand guide encyclopédique des champignons, Éditions Artémis, 1998,  (ISBN 2-84416-005-0)